# Saissetia absona
Saissetia absona är en insektsart som beskrevs av Hodgson 1969. Saissetia absona ingår i släktet Saissetia och familjen skålsköldlöss.
Artens utbredningsområde är Zimbabwe. Inga underarter finns listade i Catalogue of Life.